# Salsa Loca

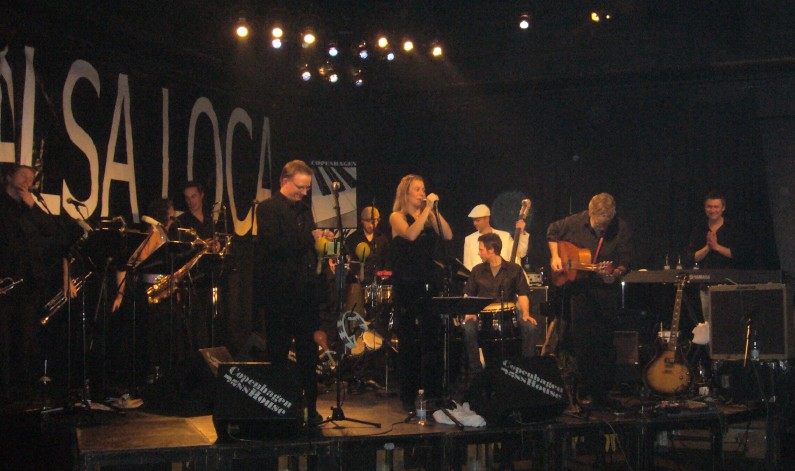
Salsa Loca Live in Concert im Copenhagen Jazzhouse am 15. Dezember 2006

Salsa Loca ist eine dänische Gruppe aus Kopenhagen.
Die Gruppe wird der Stilrichtung des Salsa zugerechnet und legt besonderen Wert darauf, dass alle ihre Lieder tanzbar sind. Neben eigenen Kompositionen werden auch Lieder von bekannten Interpreten wie zum Beispiel Tito Puente, Celia Cruz oder Gloria Estefan gespielt.

## Diskografie
- 2003: Amor con Amor (CD mit drei Tracks: El Amor de mis Sueños, Salsa Loca, Amor con Amor)

## Auszeichnungen
- 2003: High Fidelity Salsa – beste Salsa-Band in Dänemark[1]
- 2003: Danish World Awards – nominiert in den Kategorien Årets Specialpris (als einzige Salsa-Band) und Djembe-prisen[2]